# Prionella
Prionella är ett släkte av tvåvingar. Prionella ingår i familjen fläckflugor.
Kladogram enligt Catalogue of Life:
| Prionella | \| \| Prionella beauvoisii \| \| \| \| \| \| Prionella villosa \| \| \| \| |
|           | \| \| Prionella beauvoisii \| \| \| \| \| \| Prionella villosa \| \| \| \| |
|           | Prionella beauvoisii                                                       |
|           |                                                                            |
|           | Prionella villosa                                                          |
|           |                                                                            |